# Le Grand-Pressigny
Le Grand-Pressigny est une commune française, située dans le département d'Indre-et-Loire, en région Centre-Val de Loire.
Le Grand-Pressigny est connue pour avoir été le siege d'une vaste production de lames de silex a la fin du Neolithique, qui porte le nom de phenomene Pressignien.

## Géographie
Ce village se trouve à 31 km au sud-ouest de Loches, à 60 km du parc de la Brenne, à 20 km du parc animalier de la Haute-Touche, à 51 km du Futuroscope, et à 25 km de Châtellerault. Il est au confluent de la Claise, un affluent de la Creuse, et de l'Aigronne.

### Communes limitrophes
Les communes limitrophes du Grand-Pressigny sont les suivantes :

### Hydrographie

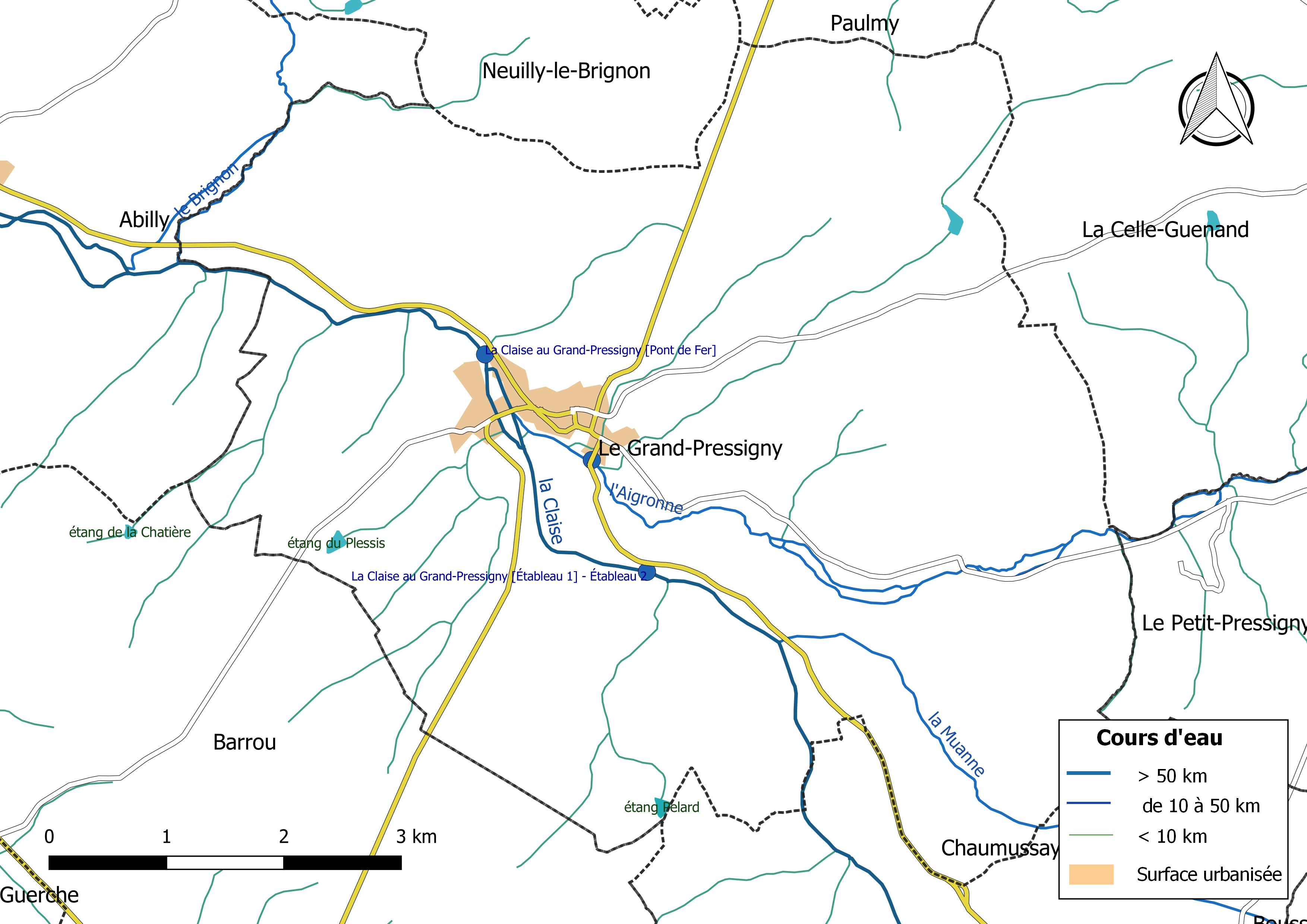
Réseau hydrographique de Le Grand-Pressigny.

La Claise traverse la commune du sud-est vers le nord-ouest et parcourt 7,421 km sur le territoire communal. Le réseau hydrographique communal, d'une longueur totale de 50,77 km, comprend trois autres cours d'eau notables, l'Aigronne (6,229 km) et le Brignon (1,649 km) et la Muanne (3,063 km), et divers petits cours d'eau pour certains temporaires,.
La Claise, d'une longueur totale de 87,6 km, prend sa source à 146 mètres d'altitude sur le territoire de la commune de Saint-Maur, dans l'Indre, et se jette dans la Creuse à Abilly, à 42 m d'altitude, après avoir traversé 16 communes. La station hydrométrique du Grand-Pressigny permet de caractériser les paramètres hydrométriques de la Claise. Le débit mensuel moyen (calculé sur 45 ans pour cette station) varie de 0,8 m3/s au mois d'août à 8,1 m3/s au mois de février. Le débit instantané maximal observé sur cette station est de 115 m3/s le 31 mai 2016, la hauteur maximale relevée a été de 2,62 m le 2 juin 2016,.
Sur le plan piscicole, la Claise est classée en première catégorie piscicole. Le groupe biologique dominant est constitué essentiellement de salmonidés (truite, omble chevalier, ombre commun, huchon).
L'Aigronne, d'une longueur totale de 31,3 km, prend sa source dans l'Indre à Paulnay, se jette dans la Claise au Grand Pressigny en aval du bourg, après avoir traversé 7 communes.
Sur le plan piscicole, l'Aigronne est également classée en première catégorie piscicole
Le Brignon, d'une longueur totale de 26,3 km, prend sa source à 127 mètres d'altitude sur le territoire de la commune de Saint-Flovier et se jette dans la Claise à Abilly, après avoir traversé 7 communes. Il constitue sur une très petite longueur la limite séparative ouest avec la commune voisine d'Abilly. Sur le plan piscicole, le Brignon est également classé en deuxième catégorie piscicole.
La Muanne, d'une longueur totale de 14,6 km, prend sa source dans la commune de Charnizay et se jette dans la Claise au Grand-Pressigny, après avoir traversé 6 communes.
Sur le plan piscicole, la Muanne est également classée en deuxième catégorie piscicole.
Quatre zones humides ont été répertoriées sur la commune par la direction départementale des territoires (DDT) et le Conseil départemental d'Indre-et-Loire : « l'étang du Plessis », « l'étang Pelard », « la vallée de l'Aigronne à la Forge » et « la vallée de la Muanne à la Muanne »,.

## Urbanisme

### Typologie
Au 1er janvier 2024, Le Grand-Pressigny est catégorisée commune rurale à habitat dispersé, selon la nouvelle grille communale de densité à sept niveaux définie par l'Insee en 2022.
Elle est située hors unité urbaine et hors attraction des villes,.

### Logement
Le parc immobilier en 2007 est constitué de 661 logements dont 498 résidences principales (75,5 %), 74 résidences secondaires (11,3 %) et 88 logements vacants (13,3 %). Le taux de résidences secondaires est supérieur à la moyenne départementale de 4,7 %. Sur les 498 titulaires de résidences principales, 71,8 % sont propriétaires, 25,3 % locataires et 2,9 % logés gratuitement.
Entre 1999 et 2007, le nombre de logements s'est accru de 2,2 %, passant de 647 à 661, soit 14 de plus. Le parc immobilier est composé à 6,2 % d'appartements et 93,8 % de maisons individuelles.
Au 1er janvier 2006, la commune comptait 57 logements sociaux soit 8,6 % du parc immobilier.
| Evolution des logements                             | 1968 | 1975 | 1982 | 1990 | 1999 | 2007 |
| Ensemble des logements                              | 543  | 567  | 633  | 640  | 647  | 661  |
| Résidences principales                              | 457  | 442  | 456  | 459  | 481  | 498  |
| Résidences secondaires                              | 30   | 51   | 88   | 113  | 91   | 74   |
| Logements vacants                                   | 56   | 74   | 89   | 68   | 75   | 88   |
| Nombre moyen d'occupants des résidences principales | 3,1  | 2,8  | 2,6  | 2,4  | 2,3  | 2,1  |

Nombre de logements

 source INSEE 

### Risques majeurs
Le territoire de la commune du Grand-Pressigny est vulnérable à différents aléas naturels : météorologiques (tempête, orage, neige, grand froid, canicule ou sécheresse), feux de forêts, mouvements de terrains et séisme (sismicité modérée). Un site publié par le BRGM permet d'évaluer simplement et rapidement les risques d'un bien localisé soit par son adresse soit par le numéro de sa parcelle.
Pour anticiper une remontée des risques de feux de forêt et de végétation vers le nord de la France en lien avec le dérèglement climatique, les services de l’État en région Centre-Val de Loire (DREAL, DRAAF, DDT) avec les SDIS ont réalisé en 2021 un atlas régional du risque de feux de forêt, permettant d’améliorer la connaissance sur les massifs les plus exposés. La commune, étant pour partie dans les massifs de Barrou et de Paulmy, est classée au niveau de risque 2, sur une échelle qui en comporte quatre (1 étant le niveau maximal).

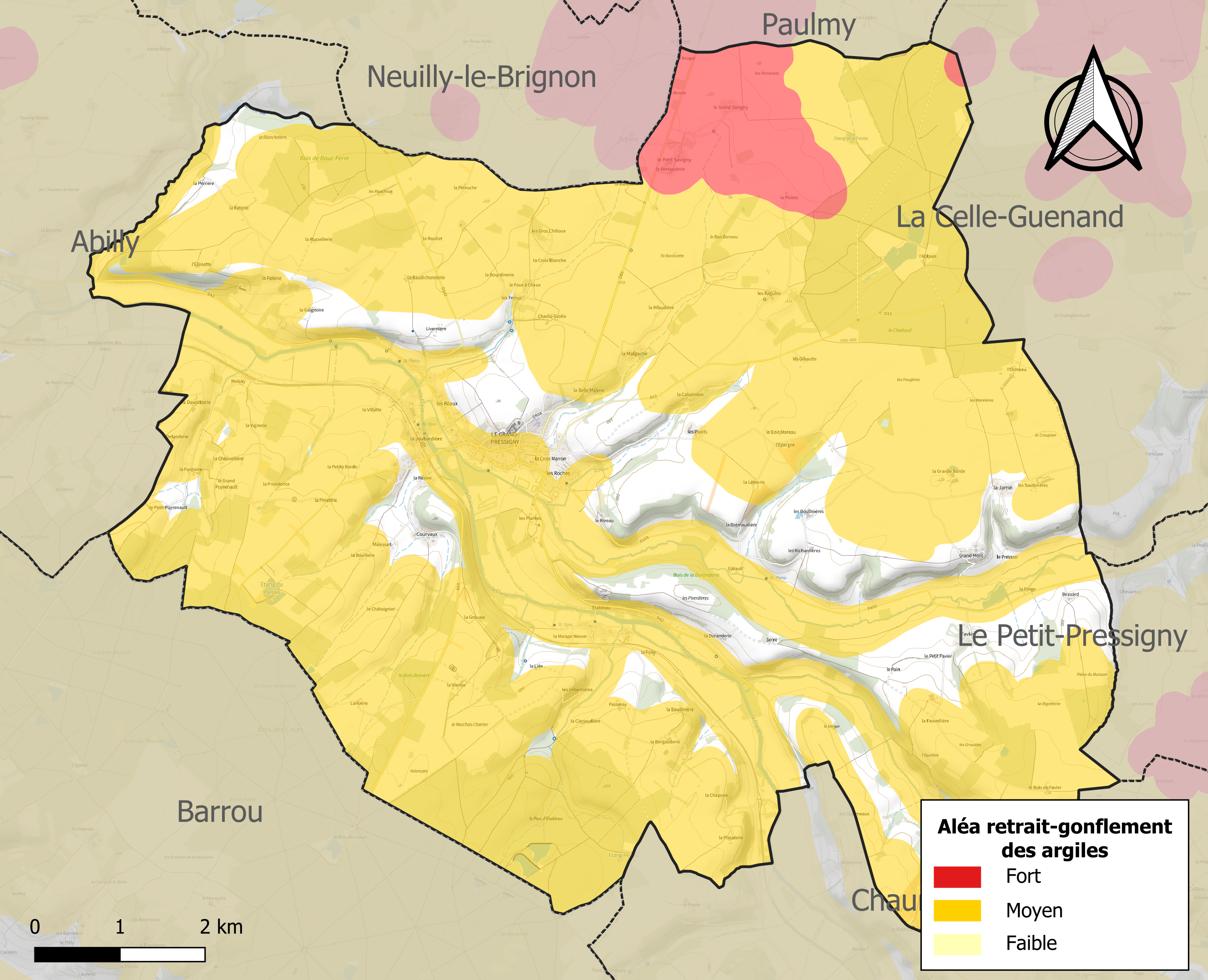
Carte des zones d'aléa retrait-gonflement des sols argileux duGrand-Pressigny.

La commune est vulnérable au risque de mouvements de terrains constitué principalement du retrait-gonflement des sols argileux. Cet aléa est susceptible d'engendrer des dommages importants aux bâtiments en cas d’alternance de périodes de sécheresse et de pluie. 83,5 % de la superficie communale est en aléa moyen ou fort (90,2 % au niveau départemental et 48,5 % au niveau national). Sur les 664 bâtiments dénombrés sur la commune en 2019, 483 sont en aléa moyen ou fort, soit 73 %, à comparer aux 91 % au niveau départemental et 54 % au niveau national. Une cartographie de l'exposition du territoire national au retrait gonflement des sols argileux est disponible sur le site du BRGM,.
Concernant les mouvements de terrains, la commune a été reconnue en état de catastrophe naturelle au titre des dommages causés par la sécheresse en 2003 et par des mouvements de terrain en 1999.

### Climat
Pour des articles plus généraux, voir Climat du Centre-Val de Loire et Climat d'Indre-et-Loire.
En 2010, le climat de la commune est de type climat océanique dégradé des plaines du Centre et du Nord, selon une étude du CNRS s'appuyant sur une série de données couvrant la période 1971-2000. En 2020, Météo-France publie une typologie des climats de la France métropolitaine dans laquelle la commune est exposée à un climat océanique altéré et est dans une zone de transition entre les régions climatiques « Centre et contreforts nord du Massif Central » et « Poitou-Charentes ».
Pour la période 1971-2000, la température annuelle moyenne est de 11,3 °C, avec une amplitude thermique annuelle de 15 °C. Le cumul annuel moyen de précipitations est de 691 mm, avec 11 jours de précipitations en janvier et 6,7 jours en juillet. Pour la période 1991-2020, la température moyenne annuelle observée sur la station météorologique de Météo-France la plus proche, sur la commune de Lésigny à 8 km à vol d'oiseau, est de 12,1 °C et le cumul annuel moyen de précipitations est de 743,3 mm,. Pour l'avenir, les paramètres climatiques de la commune estimés pour 2050 selon différents scénarios d'émission de gaz à effet de serre sont consultables sur un site dédié publié par Météo-France en novembre 2022.

## Toponymie
Dès le VIe siècle, Grégoire de Tours le mentionne sous la forme Prisciniacus[réf. nécessaire] dans la vie de saint Nicet, dont il donna les reliques aux habitants de ce vicus[réf. nécessaire].
Au XVe siècle ce village portait le nom de Pressigny les Quatre Églises puis devint Pressigny-le-Grand. Les terres et l'église appartenaient, au IXe siècle, aux chanoines de Saint-Martin de Tours qui faisait partie de la viguerie d'Abilly.
C'est à la fin du XIIe siècle que le « Grand Pressigny » acquit le titre féodal qu'il garda jusqu'au XVIe siècle.

## Histoire

### Préhistoire

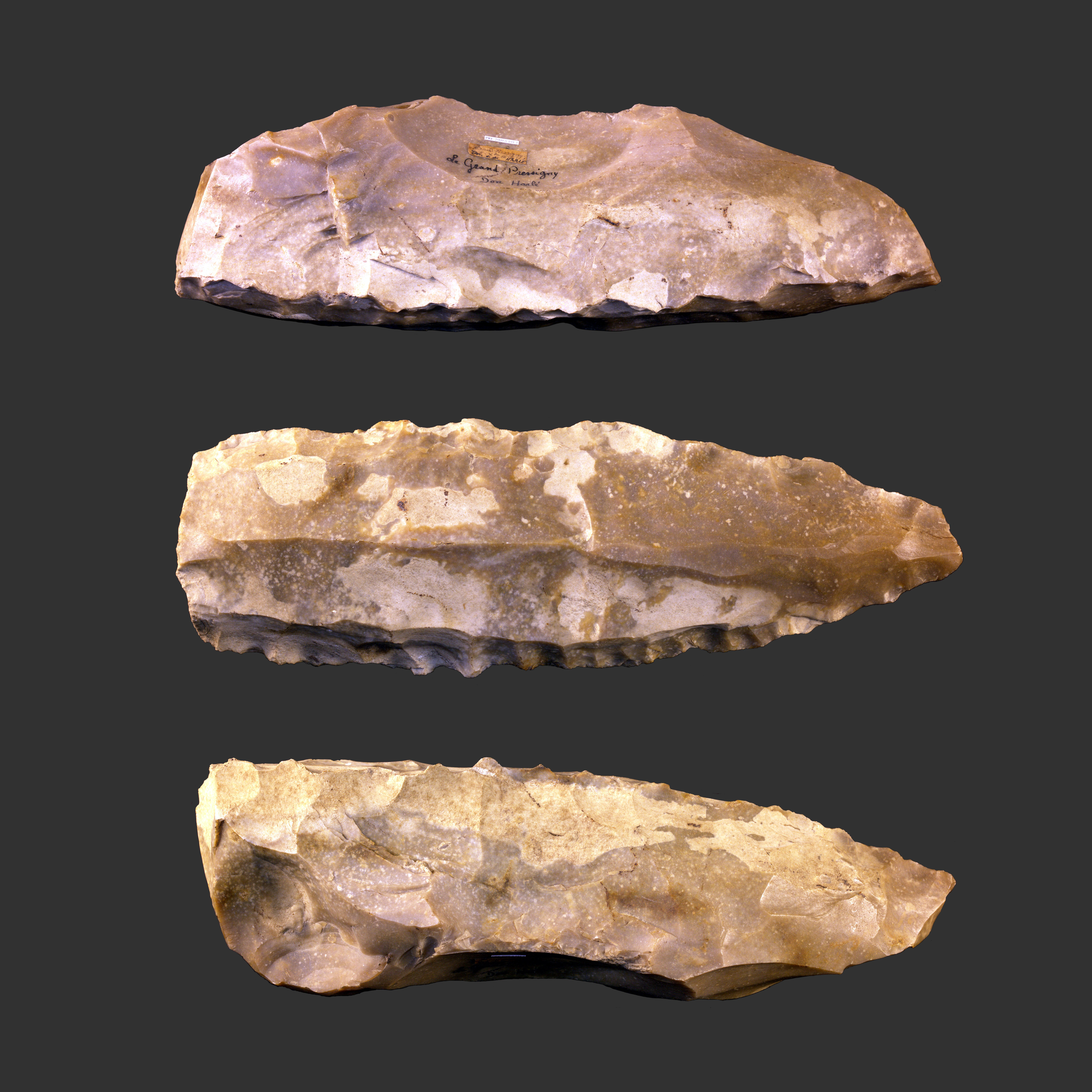
Nucléus en « livre de beurre ».

La région du Grand-Pressigny est riche en silex turonien de très grande qualité et disponible sous forme de dalles de grandes dimensions. Ce silex a été exploité tout au long de la Préhistoire mais particulièrement à la fin du Néolithique. Les sites archéologiques sont nombreux sur la commune et dans les environs. Le Grand-Pressigny a donné son nom en particulier à l'industrie pressignienne.
De type Levallois, dès la fin du Néolithique, de 2 800 à 2 450 ans avant notre ère environ sur une durée de 4 à 5 siècles, le débitage pressignien produit de grandes lames par percussion indirecte pouvant atteindre près de 40 cm, débitées à partir de nucléus dits en « livre de beurre », par analogie avec la forme des mottes de beurre du XIXe siècle.
La région, mondialement célèbre dans le monde de la Préhistoire, est (en 2012) le plus grand ensemble d'ateliers de taille du silex en Europe de l'Ouest, avec une diffusion importante. Cette diffusion s'est faite en deux étapes : d'abord dans un rayon d'une à deux centaines de kilomètres puis bien plus loin, probablement en tant qu'objets de prestige étant donné leur fragilité. À la fin du Néolithique, les silex pressigniens ont été exportés sous forme de lames brutes ou transformées en poignards jusqu'en Suisse et aux Pays-Bas. La chaîne opératoire pressignienne, bien adaptée aux silex disponibles localement, a également été utilisée dans d'autres régions, notamment en Dordogne et dans le Vercors où elle est cependant moins bien adaptée aux matériaux disponibles sur place : dans ces ateliers, la mise en forme des nucléus sous forme de livres-de-beurre ne se justifie pas par les défauts de la matière première, ce qui indique l'arrivée probable de tailleurs venus du Grand-Pressigny pour y débiter des lames. Cela peut être interprété comme le signe d'une diffusion de savoir-faire technique, où des individus se déplaçaient jusqu'au site de Pressigny pour apprendre la technique pressinienne de taille. L'ampleur de ces ateliers est sans commune mesure avec celle des ateliers pressigniens.

### Moyen Âge
Pressigny (ou Précigny),,, relevait d'abord du chapitre de St-Martin de Tours, au moins depuis les souverains Carolingiens. Au début du XIIIe siècle, Guillaume Ier de Pressigny, un des chevaliers bannerets de Touraine sous Philippe Auguste, fut le premier seigneur laïc connu. Par son mariage avec Avoye/Avoise fille de Guillaume Ier de Ste-Maure, il obtient aussi Sainte-Maure et devient alors Guillaume II de Ste-Maure : la maison du Grand-Pressigny prend désormais le nom de Sainte-Maure  voir à l'article Ste-Maure. Leurs descendants de la branche aînée de Ste-Maure-Pressigny (leurs fils Guillaume III ou II et son frère cadet Josbert Ier ; puis le fils de ce dernier et de sa femme Agnès, sans doute fille de Jean IV de Vendôme : Guillaume IV ou III, x Jeanne de Rancon de Marcillac (vers 1220-† 1302) fille de Geoffroy IV ou V de Rancon ; leur fils Guillaume V ou IV, x 1270 Isabelle, fille de Jean Ier de Berrie d'Amboise ; parents de Guillaume VI ou V, marié vers 1288/1290 à Alix/Aaliz, fille de Savary IV de Thouars) se succédèrent jusqu'en 1302, où Amaury III de Craon (vers 1280-1333), marié en premières noces à Isabeau de Sainte-Maure de Pressigny (vers 1285/1290-† 1310 ; fille héritière de Guillaume VI-V, dame de Pressigny/Précigny, Ste-Maure, Nouâtre, Marcillac), fit entrer le domaine dans la famille de Craon (Par ailleurs, les Ste-Maure-Pressigny continuent par une branche cadette qui aura Montgauger, Nesle et Joigny, Montausier, Jonzac, Mosnac...).
L'arrière-petite-fille d'Amaury III de Craon et d'Isabeau de Ste-Maure-Précigny, Jeanne de Montbazon (dame, en sus des fiefs déjà cités, de Châteauneuf, Jarnac, peut-être  Ferrière, et de Montbazon, Montsoreau, Villandry/Co(u)lombiers, du Brandon, Savonnières, Ferrière-Larçon, Marnes et Moncontour), épouse en 1372 un cousin, petit-fils d'Amaury III de Craon et de sa deuxième femme Béatrix de Roucy de La Suze : Guillaume II de Craon (vers 1342/1345-† 1410), vicomte de Châteaudun, sire de Marcillac et de Verneuil-sur-Indre. L'héritage se partage essentiellement entre deux de leurs filles, Marguerite et Marie de Craon.
Si Marguerite assume la succession de Montbazon, Sainte-Maure, Nouâtre et du Brandon (hérités par les La Rochefoucauld : Guy VIII de La Rochefoucauld, puis les Rohan-Guéméné : Louis III de Rohan, ensuite ducs de Montbazon en 1588), sa sœur Marie de Craon reçoit Montsoreau, Savonnières, Villandry/Co(u)lombiers, Marnes et Moncontour, Jarnac, Verneuil-sur-Indre, Ferrière-Larçon, et Précigny/Pressigny, qu'elle transmet à son deuxième mari épousé en 1404, Louis Ier Chabot (vers 1370-1422 ; fils de Thibaud IX Chabot de La Grève), seigneur de La Grève et de Chantemerle : leur deuxième fils Renaud Chabot fonde la branche des Chabot de Jarnac, alors que l'aîné, Thibaud X Chabot, † à Patay en 1429, sire de La Grève et de Ferrière-Larçon, baron de Montsoreau, Moncontour, Villandry/Coulombiers et Pressigny, continue les Chabot de La Grève en épousant en 1422 Brunissende d'Argenton. Mais le fils de Thibaud X et Brunissende, Louis II Chabot de La Grève, † 1486, frère de Jeanne Chabot de Montsoreau et de Catherine Chabot de Moncontour, cède Pressigny vers 1454 aux Beauvau.

### Temps modernes
La succession du Grand-Pressigny, toujours associé à Ferrière-Larçon, devient alors quelque peu chaotique.
- Vers 1454, la terre est donc achetée par Bertrand de Beauvau (1382-1474 ; un de ses fils, Antoine de Beauvau, † 1489, hérite du Grand-Pressigny et de Sillé, qu'il transmet à son propre fils Louis de Beauvau ; puis Pressigny passe à des oncles de Louis, frères d'Antoine et fils de Bertrand : Jean, puis Jacques, enfin Charles de Beauvau, † 1508), et en 1501 elle est acquise par le cardinal René de Prie (1451-1519 ; issu des Prie de Buzançais et de Montpoupon). Mais un lien du sang demeure avec les Beauvau : son neveu Edmond de Prie, fils de son frère Louis de Prie, est l'époux de Jeanne de Beauvau, fille de Charles qu'on vient de rencontrer, d'où Gabriel de Prie († vers 1524/1525, peut-être à Pavie) et son frère cadet René de Prie, les deux sans postérité. Cession vers 1522 de Pressigny et de Ferrière-Larçon à René de Savoie-Tende-Villars.
- À partir de 1522/1523 se succédèrent les Savoie de Villars et leurs descendants : les de Lettes des Prez/des Prés de Montpezat, les La Baume de Suze, et par alliance les d'Averton, ou encore les de Gonzague-Nevers ;
- les Brûlart de Sillery (achat en juillet 1627 par Pierre ; puis son fils Louis) ;
- les Bertrand (achat en juillet 1661 par Macé Ier Bertrand de La Basinière, trésorier de l'Épargne < père de Louise Bertrand († 1655, x Guillaume III Bautru de Serrant) et de Macé II Bertrand, † 1688 < parmi les sept enfants de Macé II, sa fille Marie-Anne Bertrand, † vers 1728, marquise de Nancré par son mariage avec Claude de Dreux de Nancré, obtient Pressigny en 1690 ; à sa mort sans postérité entre 1715 et 1728, héritent sa nièce et ses petites-nièces, fille et petites-filles de sa sœur Marguerite Bertrand mariée à l'académicien et Président à mortier au Parlement de Paris, Jean-Jacques de Mesmes, comte d’Avaux : Marie/Davis-Thérèse de Mesmes et ses deux nièces Marie-Anne-Antoinette et Henriette-Antoinette de Mesmes ;
- les Masson de Maison-Rouge (achat en juillet 1736 par Pierre-Étienne Masson de Maisonrouge, receveur général des finances de la généralité d’Amiens) ;
- enfin les Gilbert de Voisins (achat en septembre 1776 par Pierre-Paul II Gilbert de Voisins, président au Parlement de Paris, fils de Pierre-Paul Ier et de Marie-Marthe fille de Jules-Robert de Cotte, époux de Marie-Anne de Merle de Beauchamp(s) : parents de Pierre-Paul III Alexandre, dernier baron du Grand-Pressigny, sire de Ferrière-Larçon et de Neuilly-le-Noble, aussi marquis d'Orgeval et seigneur ou baron de Voisins-le-Bretonneux, Villennes-sur-Seine, Médan, St-Etienne et Saint-Priest-en-Jarez, Ier baron du Forez, saisi à la Révolution et guillotiné le 15 novembre 1793.

La ville du Grand-Pressigny portait des armoiries d'argent à la fasce de gueules (blanc avec un bandeau rouge horizontal).
La peste envahit Barrou au mois d'août 1632 et Le Grand-Pressigny au mois de juillet 1634. Les morts ne trouvaient plus de bras pour les transporter au cimetière. C'est devant leurs habitations, dans les jardins ou dans les champs qu'ils étaient ensevelis, le plus souvent par des mercenaires qui, pour se payer, prenaient le mobilier des victimes. Au Grand-Pressigny, on fit appel à une association connue sous le nom des Frères de la mort. En 1634-1635, la peste fit 85 victimes dans la paroisse.
Le village et ses environs furent frappés, le 20 juillet 1751, par un ouragan catastrophique. Les grêlons atteignaient le poids d'une livre, et pendant les 6 heures que durèrent pluie et vent les champs étaient inondés et les arbres étaient déracinés. Les cultures furent détruites.

### Époque contemporaine
En 1821, le Grand-Pressigny annexe la commune d'Étableaux. Dans les années 1920 et 1930, le village était occupé par l'Affaire Mittaine, un conflit récurrent sur la puanteur et la pollution de l'usine d'engrais ELEM.

## Politique et administration

### Intercommunalité
Le Grand-Pressigny faisait partie,jusqu'au 31 décembre 2016, de la communauté de communes de la Touraine du Sud qui regroupe 21 communes situées dans la pointe sud de la Touraine entre le Poitou et le Berry. Créée le 14 décembre 2000, elle comprenait 15 624 habitants en 2007 pour une superficie de 639,39 km2, soit une densité de 24 habitants au km2. Elle est, depuis le 1er janvier 2017, rattachée à la nouvelle communauté de communes Loches Sud Touraine.

### Fiscalité
| Taxe                                                | Taux appliqué (part communale) | Recettes dégagées en 2009 et en € |
| --------------------------------------------------- | ------------------------------ | --------------------------------- |
| Taxe d'habitation (TH)                              | 14,34 %                        | 127 000                           |
| Taxe foncière sur les propriétés bâties (TFPB)      | 24,93 %                        | 154 000                           |
| Taxe foncière sur les propriétés non bâties (TFPNB) | 39,45 %                        | 51 000                            |
| Taxe professionnelle (TP)                           | 0,00 %                         | 0                                 |

Le taux de la taxe professionnelle est de 0 car elle est totalement transférée à l'intercommunalité. Son taux est de 13,02 %.

### Budget de la commune
En 2010, le budget de la commune s'élevait à 862 000 € et son endettement à 627 000 €.
| Évolution de l'endettement (en milliers d’€) : | Évolution des dépenses d’équipement (en milliers d’€) : |

## Population et société

### Démographie

#### Évolution démographique
L'évolution du nombre d'habitants est connue à travers les recensements de la population effectués dans la commune depuis 1793. Pour les communes de moins de 10 000 habitants, une enquête de recensement portant sur toute la population est réalisée tous les cinq ans, les populations de référence des années intermédiaires étant quant à elles estimées par interpolation ou extrapolation. Pour la commune, le premier recensement exhaustif entrant dans le cadre du nouveau dispositif a été réalisé en 2004.

En 2022, la commune comptait 879 habitants, en évolution de −6,19 % par rapport à 2016 (Indre-et-Loire : +1,67 %, France hors Mayotte : +2,11 %).
| 1793 | 1800 | 1806  | 1821  | 1831  | 1836  | 1841  | 1846  | 1851  |
| ---- | ---- | ----- | ----- | ----- | ----- | ----- | ----- | ----- |
| 967  | 953  | 1 115 | 1 098 | 1 768 | 1 870 | 1 876 | 1 828 | 1 909 |

| 1856  | 1861  | 1866  | 1872  | 1876  | 1881  | 1886  | 1891  | 1896  |
| ----- | ----- | ----- | ----- | ----- | ----- | ----- | ----- | ----- |
| 1 840 | 1 809 | 1 832 | 1 686 | 1 702 | 1 779 | 1 774 | 1 705 | 1 637 |

| 1901  | 1906  | 1911  | 1921  | 1926  | 1931  | 1936  | 1946  | 1954  |
| ----- | ----- | ----- | ----- | ----- | ----- | ----- | ----- | ----- |
| 1 648 | 1 569 | 1 559 | 1 556 | 1 583 | 1 559 | 1 595 | 1 595 | 1 580 |

| 1962  | 1968  | 1975  | 1982  | 1990  | 1999  | 2004  | 2006  | 2009  |
| ----- | ----- | ----- | ----- | ----- | ----- | ----- | ----- | ----- |
| 1 480 | 1 415 | 1 256 | 1 185 | 1 120 | 1 119 | 1 084 | 1 064 | 1 012 |

| 2014 | 2019 | 2022 | - | - | - | - | - | - |
| ---- | ---- | ---- | - | - | - | - | - | - |
| 941  | 875  | 879  | - | - | - | - | - | - |

#### Pyramide des âges
La population de la commune est relativement âgée.
En 2018, le taux de personnes d'un âge inférieur à 30 ans s'élève à 26,1 %, soit en dessous de la moyenne départementale (34,9 %). À l'inverse, le taux de personnes d'âge supérieur à 60 ans est de 40,8 % la même année, alors qu'il est de 27,8 % au niveau départemental.
En 2018, la commune comptait 429 hommes pour 467 femmes, soit un taux de 52,12 % de femmes, légèrement supérieur au taux départemental (51,91 %).
Les pyramides des âges de la commune et du département s'établissent comme suit.
| Hommes | Classe d’âge | Femmes |
| ------ | ------------ | ------ |
| 0,5    | 90 ou +      | 2,6    |
| 10,3   | 75-89 ans    | 12,5   |
| 27,9   | 60-74 ans    | 27,6   |
| 22,0   | 45-59 ans    | 20,6   |
| 11,7   | 30-44 ans    | 12,1   |
| 12,6   | 15-29 ans    | 12,9   |
| 15,0   | 0-14 ans     | 11,6   |

| Hommes | Classe d’âge | Femmes |
| ------ | ------------ | ------ |
| 0,9    | 90 ou +      | 2,2    |
| 7,9    | 75-89 ans    | 10,2   |
| 17,3   | 60-74 ans    | 18,1   |
| 19,8   | 45-59 ans    | 19,1   |
| 17,9   | 30-44 ans    | 17,2   |
| 18,5   | 15-29 ans    | 17,5   |
| 17,6   | 0-14 ans     | 15,6   |

### Enseignement
Le Grand-Pressigny se situe dans l'Académie d'Orléans-Tours (Zone B) et dans la circonscription de Loches.
L'école primaire et le collège Louis Léger accueillent les élèves de la commune.

## Culture locale et patrimoine

### Lieux et monuments
- Château du Grand-Pressigny
- Musée départemental de la préhistoire du Grand-Pressigny, ouvert en 1922[51] par le docteur Édouard Chaumier et présenté de façon claire et agréablement didactique, il expose le produit des recherches dans les abris sous roche et dans les nombreux ateliers préhistoriques qui, à l'époque néolithique, exportaient des silex dans toute l'Europe. Les collections de silex taillés, de haches, de pointes de flèches et de polissoirs comptent parmi les plus importantes du monde et constituent un centre capital d'études scientifiques de l'âge de la pierre.
- Ses ruelles montant vers le château y sont bordées d'anciennes maisons aux Bassies.
- Le cadran solaire de 1613 donne toujours l'heure.
- L'église Saint-Gervais-Saint-Protais dont la construction s'est étagée du XIIe siècle au XVIe siècle.
- L'exposition retraçant l'évolution du Grand-Pressigny à partir de cartes postales.

### Événement culturel
Les Paysages Nocturnes, festival de théâtre qui avait lieu en juillet chaque année s'est éteint en 2010. Un nouveau festival, nommé Arts Scéniques et Vieilles Dentelles et créé par l'auteure tourangelle Irulaane, apparaît en 2013. Son thème de prédilection est le polar des années 1930. Une quarantaine de comédiens, amateurs et professionnels, investissent les cours et douves du château du Grand-Pressigny au mois d'août pour y faire vivre une enquête théâtrale grandeur nature.

### Personnalités liées à la commune
- François Étienne Émile Marie Bonamy

Né le 14 janvier 1916 au Grand-Pressigny.
Interne des hôpitaux de Tours.
Résistant, membre du réseau Saint-Jacques.
Déporté « Nuit et Brouillard » le 24 août 1942.
Successivement interné à la prison de Düsseldorf, à celle de Breslau, au camp d'Offenburg dépendant du KL de Flossenburg, puis finalement au KL de Flossenburg.
Décédé le 21 avril 1945 au camp de Flossenburg – deux jours avant la libération du camp, très vraisemblablement lors des marches d’évacuation du camp.
- André Goupille (1897-1983), passeur et résistant durant l'Occupation, il exerçait alors la profession de vétérinaire au Grand Pressigny.
- Lazare Brault (1885-1977), né au Grand Pressigny, est un cycliste qui a notamment participé à Paris-Roubaix de 1905.

### Héraldique
| Blason du Grand-Pressigny | Les armes du Grand-Pressigny se blasonnent ainsi : Gironné d'or et d'azur, au pal brochant contrepalé d'azur et d'or de quatre pièces, à la fasce brochante contrefascée d'or et d'azur de quatre pièces, sur le tout: de gueules à la croix d'argent chargée d'une moucheture d'hermine de sable en chef. |

L'écusson de gueules à la croix d'argent chargée d'une moucheture d'hermine correspond au blason de la famille de Savoie-Villard, seigneur du Grand-Pressigny au XVIe siècle.